# Letiště Tenerife-Sever
Letiště Tenerife-Sever (španělsky je celý oficiální název Aeropuerto Internacional de Tenerife Norte-Ciudad de La Laguna, ale většinou se používá jen zkrácený Tenerife Norte; dřívější název byl Letiště Los Rodeos; kód IATA: TFN, kód ICAO: GCXO) je jedno ze dvou mezinárodních letišť na kanárském ostrově Tenerife. Nachází se na severovýchodě ostrova v těsné blízkosti města San Cristóbal de La Laguna (zkráceně La Laguna; druhé největší město ostrova) a jen asi 7 kilometrů od centra hlavního města Santa Cruz de Tenerife. Tato města společně s dalšími (La Cuesta, Taco) vytváří srostlou konurbaci, která má na 400 tisíc obyvatel. 
Letiště bylo otevřeno v roce 1929, skoro o 50 let dříve než o něco větší letiště Tenerife-Jih. Na něj poté byla přesunuta většina mezinárodních linek a Letiště Tenerife-Sever tak od 80. let slouží hlavně pro dopravu mezi jednotlivými Kanárskými ostrovy nebo pro vnitrostátní lety z pevninského Španělska. Jen v omezené míře zde přistávají také letadla ze zemí západní Evropy (především ze Spojeného království a Německa). V roce 2019 letiště odbavilo přes 5,8 miliónu cestujících, což byl nárůst o 6,3 % proti předcházejícímu roku, zatímco Letiště Tenerife-Jih v témže roce přepravilo skoro 11,2 miliónu, dohromady obě letiště přes 17 miliónů cestujících, což je nejvíce ze všech Kanárských ostrovů (podrobnější statistiky viz Tabulka 1).

## Historie a současnost
I když Letiště Tenerife-Sever přepraví zhruba polovinu cestujících oproti Letišti Tenerife-Jih a má v rámci ostrova sekundární význam, jeho rozvoj se po otevření druhého letiště nezastavil. V roce 2002 byl otevřen zcela nový terminál, který zahrnuje rozsáhlé parkovací prostory, nájezdové rampy a čtyřpodlažní hlavní budovu, která má dvanáct nástupních mostů. Nová odbavovací hala pro lety mezi jednotlivými ostrovy byla otevřena v roce 2005. V roce 2007 bylo schváleno rozšíření východní strany letiště (které si vyžádalo vyvlastnění pozemků o celkové rozloze dva a čtvrt hektaru) za účelem rozšíření odstavné plochy pro letadla a získání tří nových parkovacích pozic pro letouny typu B 767. Rozšíření současně umožnilo přímý přístup na parkovací místa z paralelní pojezdové dráhy a byly vybudovány též čtyři plochy pro pozemní asistenční služby.

### Letecké neštěstí 1977
Letecké neštěstí na tomto letišti, které se stalo 27. března 1977, je dosud nejtragičtější v historii letectví. Když toho dne bylo po výbuchu bomby uzavřeno hlavní letiště sousedního ostrova Gran Canaria, většina jeho letů byla odkloněna právě na Tenerife-Los Rodeos, které tak bylo přetíženo a přeplněno. Následoval řetězec dalších osudných událostí včetně velmi špatného počasí, který nakonec vedl ke srážce a požáru dvou zaplněných velkokapacitních letadel Boeing 747, při kterém zahynulo 583 osob.
K uctění obětí navrhl nizozemský umělec Ruud van de Wint (jedno z letadel patřilo společnosti KLM) památník, který je umístěn v parku Mesa Mota, nedaleko od neštěstí. Další skromný památník (pamětní deska věnovaná všem obětem leteckých neštěstí) je umístěna ve městě Puerto de la Cruz, v zahradě u anglikánského kostela.

### Otevření letiště Tenerife-Jih
Někdy se nesprávně uvádí, že katastrofa pohnula úřady k rozhodnutí postavit na ostrově druhé, větší a modernější letiště. Ve skutečnosti bylo letiště Tenerife-Jih tou dobou už ve výstavbě, takže nehoda mohla maximálně přispět ke zrychlení dokončovacích prací. Plány zbudovat druhé letiště byly mnohem starší a hlavní důvody byly tři:  
1. Letiště Los Rodeos (nyní Sever) sice výborně obsluhovalo metropolitní oblast Santa Cruz, bylo ale dosti vzdáleno od rozrůstajících se turistických letovisek na jihu ostrova.
2. Letiště Sever leží ve značné nadmořské výšce (633 m) a je ze dvou stran obklopeno horami, což způsobuje časté mlhy. Kriticky špatná viditelnost byla ostatně jednou z příčin neštěstí roku 1977.
3. Možnosti rozšíření starého letiště byly omezené, takže by nebylo schopné obsloužit vzrůstající frekvenci turistů na ostrově.

## Statistiky letiště

### Počty cestujících, letů a přepravený náklad
V letech 2000 až 2019 se počet cestujících na letišti Tenerife-Sever dlouhodobě stále a celkem výrazně zvyšoval (s občasným menším meziročním poklesem), takže za sledované období vzrostl zhruba na 240 procent (z 2,4 miliónu v roce 2000 na více než 5,8 miliónu v roce 2019, kdy letiště zaznamenalo dosud největší počet cestujících (zatímco letiště Tenerife-Jih i Letiště Gran Canaria dosáhla maxima v roce 2018 a v roce 2019 u nich došlo k mírnému poklesu (podrobněji viz  tabulka 1). Procentuálně vyjádřeno byl nárůst mnohem větší než na zmíněných letištích Tenerife-Jih i Gran Canaria. V letech 2020–2021 došlo i na zdejším letišti k obrovskému poklesu v důsledku pandemie covidu-19), ale tyto údaje v tabulce zatím ještě nejsou. Počet vzletů a přistání po celé toto období rovněž dlouhodobě rostl (opět s občasnými malými poklesy), ale procentuálně méně než počet cestujících, což je dáno nárůstem podílu větších letadel. Naopak objem přepraveného nákladu do roku 2008 mírně stoupal (opět s občasným poklesem), od roku 2009 však setrvale klesá a v roce 2019 jeho objem činil jen zhruba polovinu objemu z roku 2000. I pro toto letiště tedy platí, že dlouhodobě se rozvíjí osobní doprava (hlavně turistů), zatímco význam nákladní dopravy zde dlouhodobě klesá.
| Rok  | Cestujících | Cestujících | Vzletů a přístání | Cargo (tun) |
| Rok  | Počet       | Změna [%]   | Vzletů a přístání | Cargo (tun) |
| ---- | ----------- | ----------- | ----------------- | ----------- |
| 2000 | 2 411 100   | x           | 48 902            | 22 462      |
| 2001 | 2 511 277   | ▲ 4,2       | 49 132            | 21 060      |
| 2002 | 2 486 227   | ▼ −1,0      | 48 785            | 21 148      |
| 2003 | 2 919 087   | ▲ 17,4      | 53 718            | 23 842      |
| 2004 | 3 368 988   | ▲ 15,4      | 56 592            | 23 647      |
| 2005 | 3 754 513   | ▲ 11,4      | 60 235            | 22 163      |
| 2006 | 4 025 601   | ▲ 7,2       | 65 297            | 23 193      |
| 2007 | 4 125 131   | ▲ 2,5       | 65 843            | 25 169      |
| 2008 | 4 236 615   | ▲ 2,7       | 67 800            | 20 781      |
| 2009 | 4 054 147   | ▼ −4,3      | 62 776            | 18 304      |
| 2010 | 4 051 155   | ▼ −0,1      | 61 607            | 15 918      |
| 2011 | 4 095 103   | ▲ −1,1      | 62 590            | 15 745      |
| 2012 | 3 717 944   | ▼ −9,2      | 55 789            | 14 778      |
| 2013 | 3 524 470   | ▼ −5,2      | 49 289            | 13 493      |
| 2014 | 3 633 030   | ▲ 3,1       | 52 694            | 13 991      |
| 2015 | 3 815 315   | ▲ 5,0       | 53 259            | 12 819      |
| 2016 | 4 219 633   | ▲ 10,6      | 55 669            | 12 426      |
| 2017 | 4 704 863   | ▲ 11,5      | 61 098            | 13 044      |
| 2018 | 5 492 324   | ▲ 16,7      | 73 236            | 12 689      |
| 2019 | 5 840 483   | ▲ 6,3       | 75 385            | 12 596      |

### Vnitrostátní a mezinárodní linky
Protože většina mezinárodních linek byla přesunuta na Letiště Tenerife-Jih, na zdejším letišti převažují vnitrostátní lety (na ostatní Kanárské ostrovy a také do řady měst v kontinentálním Španělsku). Nepočetné mezinárodní linky mají převážně sezónní charakter (kromě linky na letiště Caracas ve Venezuele, kterou zajišťuje letecká společnost Plus Ultra Líneas Aéreas). Následující tabulka shrnuje letecké společnosti a destinace, které provozuji linky z Letiště Tenerife-Sever.
| Letecká společnost       | Destinace   | Destinace |
| ------------------------ | ----------- | --- |
| Air Europa               | Španělsko   | Bilbao · Madrid |
| Binter Canarias          | Portugalsko | Funchal |
| Binter Canarias          | Španělsko   | Asturias · El Hierro · Fuerteventura · Gran Canaria · Jerez de la Frontera · La Gomera · Lanzarote · La Palma · Madrid · Palma de Mallorca · Santander · Santiago de Compostela · Vigo · Zaragoza |
| CanaryFly                | Španělsko   | El Hierro · Fuerteventura · Gran Canaria · Lanzarote · La Palma |
| Iberia                   | Španělsko   | Madrid · Valencie \| sezónně: Alicante · Asturias · Leon · Santiago de Compostela · Valladolid · Vigo                                                                                             |
| Plus Ultra Líneas Aéreas | Venezuela   | Caracas |
| Ryanair                  | Španělsko   | Alicante · Barcelona · Madrid · Sevilla · Valencie \| sezónně: Palma de Mallorca |
| Vueling                  | Španělsko   | Alicante · Asturias · Barcelona · Bilbao · Granada · Málaga · Santiago de Compostela · Sevilla · Valencie                                                                                         |